# NGC 1564
NGC 1564 ist eine Linsenförmige Galaxie vom Hubble-Typ S0 im Sternbild Eridanus am Südsternhimmel. Sie ist schätzungsweise 407 Millionen Lichtjahre von der Milchstraße entfernt und hat einen Durchmesser von etwa 85.000 Lichtjahren.
Im selben Himmelsareal befinden sich die Galaxien NGC 1561, NGC 1563, NGC 1565, IC 2064.
Das Objekt wurde am 12. November 1885 von Francis Leavenworth entdeckt.